# Ли, Брюс
Брюс Ли (англ. Bruce Lee; имя при рождении — Ли Чаньфань (иер. 李振藩, ютпх. Lei5 Zan3faan4; англ. Lee Jun-fan); 27 ноября 1940, Сан-Франциско, Калифорния, США — 20 июля 1973, Британский Гонконг, Великобритания) — гонконгский и американский мастер боевых искусств, киноактёр, режиссёр, сценарист, продюсер.
Ли был основателем Джиткундо, гибридной философии боевых искусств, основанной на различных боевых дисциплинах. Некоторые комментаторы и мастера боевых искусств считают его самым влиятельным мастером боевых искусств всех времён и иконой поп-культуры XX века, который помог преодолеть разрыв между Востоком и Западом. Ему приписывают продвижение гонконгских боевиков и помощь в изменении образа китайцев в американских фильмах.

## Ранние годы
Брюса Ли при рождении звали Ли Чаньфань. Его отец, Ли Хайцюань, был кантонским оперным певцом, жившим в Британском Гонконге. Его мать Грейс Хо (12 декабря 1907 — 24 июня 1996) родилась в Шанхае. 
Дед Ли по материнской линии был кантонцем, бабушка по материнской линии — англичанкой, а двоюродный дед по материнской линии, Роберт Хотхун, был гонконгским бизнесменом голландско-еврейского и кантонского происхождения.

## Карьера

### Первые роли, обучение и приобщение к боевым искусствам (1940—1958)
Отец Брюса Ли Ли Хайцюань был звездой кантонской оперы. В результате его сын познакомился с миром кино в раннем возрасте и уже в детстве снялся в нескольких фильмах. Свою первую роль Ли сыграл в фильме Golden Gate Girl в роли младенца, которого вынесли на сцену. Он взял себе китайский сценический псевдоним 李小龍 (Маленький дракон Ли), за то, что он родился в час и год Дракона по китайскому зодиаку.
В девятилетнем возрасте, в 1950 году, он снялся вместе с отцом в фильме The Kid, который был основан на персонаже комиксов «Малыш Чхён» и стал его первой главной ролью. К 18 годам он снялся в 20 фильмах. После посещения школы Так Сан в возрасте 12 лет Брюс Ли поступил в начальную школу католического колледжа Ла Салль.
В 1956 году из-за плохой успеваемости (и, возможно, плохого поведения) он был переведён в колледж Святого Франциска Ксаверия, где его наставником стал брат Эдвард Мусс, учитель баварского происхождения и тренер школьной команды по боксу.
В 1953 году друг Брюса Ли Уильям Чхён познакомил его с Ип Маном, но из-за его европейского происхождения по материнской линии ему было отказано в обучении Вин-Чун под его руководством из-за древнего правила китайского мира боевых искусств не обучать иностранцев. Чхён заступился за Ли, и он был принят в школу и начал тренироваться у Ип Мана. Ип Ман старался удержать своих учеников от участия в уличных бандах Гонконга, поощряя их к участию в организованных соревнованиях.
После года занятий с Ип Маном большинство других учеников отказались тренироваться с Ли. Они узнали о его смешанном происхождении, а китайцы вообще были против того, чтобы их боевым искусствам обучали неазиатов. Спарринг-партнёр Ли, Хокинс Чхён, утверждает: «Вероятно, менее шести человек во всем клане Вин-Чун были лично обучены или хотя бы частично обучены Ип Маном». Однако Ли проявил большой интерес к Вин-Чун и продолжил частные тренировки с Ип Маном, Уильямом Чхёном и Вонг Шун-Луном.
В 1958 году Ли выиграл турнир по боксу среди школьников Гонконга, нокаутировав в финале предыдущего чемпиона, Гэри Элмса. В том же году Ли стал танцором ча-ча-ча, выиграв чемпионат Гонконга по ча-ча-ча.

### Продолжение учёбы и прорыв в боевых искусствах (1959—1964)
В позднем подростковом возрасте Ли стал чаще драться на улицах и, в частности, избил сына одного из известных членов триады. В 1958 году, когда ученики конкурирующей школы боевых искусств Цайлифо бросили вызов школе Вин-Чун, он вступил в драку на крыше. В ответ на нечестный удар другого мальчика он избил его так сильно, что выбил ему один зуб, в результате чего родители мальчика подали жалобу в полицию.
Матери Ли пришлось пойти в полицейский участок и подписать документ о том, что она берёт на себя всю ответственность за его действия, если его отпустят под её опеку. Хотя она не упоминала об этом инциденте своему мужу, она предложила сыну вернуться в США, чтобы получить американское гражданство в возрасте 18 лет. Отец Ли согласился, поскольку перспективы поступления Ли в колледж были не слишком велики, если бы он остался в Гонконге.
В апреле 1959 года родители Ли решили отправить его в США к старшей сестре, Агнес Ли, которая уже жила у друзей семьи в Сан-Франциско. Через несколько месяцев, в 1959 году, он переехал в Сиэтл, чтобы продолжить обучение в средней школе, где он также работал у Руби Чоу в качестве официанта в её ресторане. Муж Чоу был коллегой и другом отца Ли. Старший брат Брюса Ли, Питер, присоединился к нему в Сиэтле на короткое время, а затем переехал в Миннесоту, чтобы поступить в колледж.
В 1959 году Ли начал преподавать боевые искусства. Он назвал то, что преподавал, Чаньфань Кунфу (буквально — «Кунфу Брюса Ли»), это был его вариант Вин-Чун. Ли обучал друзей, с которыми познакомился в Сиэтле, начиная с дзюдоиста Джесси Гловера, который продолжил преподавать некоторые из ранних техник Ли. Таки Кимура стал первым помощником Ли и продолжил преподавать его искусство и философию после смерти Ли. Ли открыл в Сиэтле свою первую школу боевых искусств, названную Институтом кунфу Ли Чаньфаня.
Ли получил среднее образование в Технической школе Эдисона на Капитолийском холме в Сиэтле.
В марте 1961 года Ли поступил в Вашингтонский университет и изучал драматическое искусство, философию, психологию и различные другие предметы. Несмотря на заявления самого Ли и многих других, официальной специальностью Ли была драма, а не философия.
В начале 1964 года Ли бросил университет и переехал в Окленд, чтобы жить с Джеймсом Ли. Джеймс Ли был старше Ли на двадцать лет и был известным в округе мастером китайских боевых искусств. Вместе они основали вторую студию боевых искусств «Чаньфань» в Окленде. Именно Джеймс Ли познакомил Ли с Эдом Паркером, американским мастером боевых искусств. По приглашению Паркера в 1964 году Брюс Ли выступил на Международном чемпионате по карате в Лонг-Бич и выполнил отжимания на двух пальцах, используя большой и указательный пальцы одной руки, при этом ноги находились примерно на ширине плеч.
На тех же соревнованиях в Лонг-Бич он также выполнил «удар с одного дюйма». Ли стоял прямо, выставив правую ногу вперёд и слегка согнув колени, перед стоящим неподвижно партнёром. Правая рука Ли была частично вытянута, и его правый кулак находился на расстоянии примерно одного дюйма (2,5 см) от груди партнёра. Не убирая правую руку, Ли с силой нанёс удар добровольцу Бобу Бейкеру, практически не меняя позы. Это отбросило Бейкера назад, и он упал на стул, поставленный позади него, чтобы предотвратить травмы. Бейкер вспоминал: «Я сказал Брюсу, чтобы он больше не устраивал подобных демонстраций. Когда он ударил меня в последний раз, мне пришлось пропустить работу, потому что боль в груди была невыносимой». Именно на чемпионате 1964 года Ли впервые встретил мастера тхэквондо Чжунгу Ри. Между ними завязалась дружба, Ри подробно обучил Ли сайд-кику, а Ли — «нетелеграфному» удару.
Брюс начал свою карьеру актера со съемок в телесериалах в США, демонстрируя боевые искусства. После появления популярности, у него начали появляться ученики, в числе которых были и многие известные люди, как, например, знаменитый баскетболист, звезда НБА Карим Абдул-Джаббар (впоследствии Карим и Брюс поставили впечатляющую сцену боя в фильме «Игра смерти»).
Брюс владел собственной школой боевых искусств, где преподавал джиткундо — свой собственный стиль кунг-фу, который Брюс Ли разрабатывал и совершенствовал вплоть до самой смерти. Частные уроки Брюса Ли стоили порядка 275 долларов в час, что было весьма дорого и могло обеспечить финансовую независимость Ли на годы вперёд. Но главные роли в кино ему так и не доставались, что ужасно его огорчало. От разочарования в 1971 году Брюс Ли решил покинуть Соединённые Штаты и вернуться с семьёй в Гонконг.
В момент возвращения в Гонконг, в городе открылась новая киностудия Golden Harvest (впоследствии ставшая очень знаменитой). Брюс Ли уговорил директора студии Рэймонда Чоу дать ему главную роль в фильме «Большой босс» и разрешить самому осуществить постановку боевых сцен. Риск оправдался: фильм имел небывалый успех. Брюс Ли буквально перевернул представление о боевых искусствах в кино. Его отточенные быстрые движения, натуралистичные боевые сцены и кровавые исходы пришлись по душе азиатским зрителям, а потом эта волна передалась и зрителям всего мира. Чоу доверил Ли снять ещё два фильма: «Кулак ярости» и «Путь дракона» — на этот раз уже с солидными бюджетами. Фильмы имели ещё больший успех и сделали Брюса Ли суперзвездой.
Как постановщик поединков и боевой хореографии в собственных фильмах Брюс Ли был талантливым новатором: он изобрёл множество новых связок ударов и различных трюков; это относится в том числе и к сценам с нунчаку: многие перехваты и элементы манипуляций с этим оружием являются оригинальными изобретениями Брюса Ли. Его поединок с Чаком Норрисом в финале «Пути дракона» стал не только классикой жанра, но и долгие годы был своего рода образцом: все звёзды кинематографического каратэ последующих лет неизменно ориентировались на тот бой, пытаясь если не превзойти его режиссуру, то хотя бы соответствовать уровню, а по возможности и привнести какие-то свои оригинальные находки.
Отличительной чертой экранных поединков, поставленных Брюсом Ли, является то, что все они сняты в основном общим планом, то есть действия обоих противников показываются в полный рост, что позволяет наиболее полно воспринимать всё происходящее на экране; также Брюс Ли избегал клипового монтажа с его чересчур быстрой сменой кадров, не позволяющей зрителю как следует рассмотреть все действия участников.
Брюс Ли всё время фанатично тренировался и много лет подряд вёл подробные дневники, куда скрупулёзно записывал всё проделанное на каждой тренировке (некоторые фрагменты этих записей впоследствии были опубликованы). Он постоянно повышал свои навыки в кунг-фу, разрабатывал свой собственный стиль джиткундо, старался привнести что-то новое в уже существовавшие техники и тактики рукопашного боя, различным способом их усовершенствовать. Помимо этого он также разработал собственную систему питания, уделял очень большое внимание общеатлетической подготовке и занятиям в тренажёрном зале. Он великолепно развил своё тело и опубликовал свои методики тренировок и упражнения, ставшие очень известными. Он также подвергал себя огромным нагрузкам в экспериментальных целях, даже испытывал себя электрическим током. В то же время Брюс Ли очень много времени уделял съёмкам, пытаясь довести каждое своё движение на экране до совершенства.
Чак Норрис в своей книге «Секрет внутренней силы: Моя история» (1987) в главе, посвящённой Брюсу Ли, утверждает, что до встречи с ним (1966) Брюс не наносил имевшиеся в его арсенале удары ногами — выше пояса (в голову): это происходило не потому, что Брюс Ли не имел соответствующей растяжки, а потому, что он считал такие удары не эффективными в реальном поединке; однако, вняв убеждениям Норриса о том, что карьера бойца в кинематографе немыслима без подобных ударов, Ли всего за полгода освоил все основные высокие удары ногами в голову, имеющиеся в арсенале восточных единоборств (классические вертушки, маваши, уромаваши, ёко-гери и прочее), и уже в сериале «Зелёный шершень» (1966—1967) он вовсю использует удары ногами в голову.
Брюс Ли был амбициозным и очень требовательным к себе человеком. Но, несмотря на свой экранный образ, он был очень вежлив и обходителен в общении, очень уважительно относился к окружающим.
Брюс Ли популяризовал восточные боевые искусства в западных странах во второй половине XX века. Стал широко известен в области боевых искусств и вызвал множество подражателей в кино и на телевидении. Всего он снялся в 36 фильмах.

## Смерть
10 мая 1973 года Ли упал в обморок во время перезаписи диалогов для фильма «Выход дракона» на киностудии Orange Sky Golden Harvest в Гонконге. Из-за эпилептических припадков и головной боли его срочно доставили в Гонконгскую баптистскую больницу, где врачи диагностировали отёк мозга. Им удалось уменьшить отёк с помощью введения маннита.
20 июля 1973 года Ли был в Гонконге, чтобы поужинать с актёром Джорджем Лэзенби, с которым он намеревался снять фильм. По словам жены Брюса Ли Линды, Ли встретился с продюсером Рэймондом Чоу в 14:00 у себя дома, чтобы обсудить создание фильма «Игра смерти». Они работали до 16:00, а затем вместе поехали домой к коллеге Ли — тайваньской актрисе Бетти Тинг Пей. В доме Тинг они обсудили сценарий, а затем Чоу ушёл на встречу за ужином.
Ли задремал, а когда он не пришёл на ужин, Чоу вернулся в квартиру, но не смог разбудить Ли. Был вызван врач, который в течение десяти минут пытался привести Ли в чувство, после чего отправил его на машине скорой помощи в больницу Королевы Елизаветы. Ли был признан мёртвым по прибытии в возрасте 32 лет.
Ли был похоронен на кладбище Лейк-Вью в Сиэтле.

### Возможные причины смерти
Культовый статус Ли и его безвременная смерть породили множество слухов и теорий.
Дональд Тир, судебно-медицинский эксперт, рекомендованный Скотланд-Ярдом, который наблюдал за более чем 1000 вскрытий, был назначен для проведения вскрытия Ли. Его заключение гласило: «Смерть в результате несчастного случая», вызванная отёком мозга в результате реакции на соединения, содержащиеся в комбинированном препарате «Экваджестик». Согласно отчетам о вскрытии, мозг Ли опух с 1 400 до 1 575 граммов, то есть на 12,5 %. В день смерти Ли принял «Экваджестик», содержащий аспирин и транквилизатор мепробамат, хотя до этого он принимал его много раз.
Хотя вначале высказывались предположения, что конопля, найденная в желудке Ли, могла способствовать его смерти, Тир сказал, что «было бы „безответственно и нерационально“ утверждать, что [конопля] могла спровоцировать события, связанные с обмороком Брюса 10 мая или его смертью 20 июля». Доктор Р. Р. Лайсетт, клинический патологоанатом из больницы Королевы Елизаветы, сообщил на слушаниях коронера, что смерть не могла быть вызвана коноплёй.
В биографии 2018 года автор Мэтью Полли проконсультировался с медицинскими экспертами и предположил, что отёк головного мозга, от которого умер Ли, был вызван перенапряжением и тепловым ударом; тепловой удар в то время не рассматривался, поскольку был малоизученным состоянием. Кроме того, в конце 1972 года Ли удалили подмышечные потовые железы, полагая, что пот подмышками нефотогеничен на плёнке. Полли предположил, что это привело к перегреву тела Ли во время тренировок в жаркую погоду 10 мая и 20 июля 1973 года, что привело к тепловому удару, который в свою очередь усугубил отек головного мозга, приведший к смерти.
В статье, опубликованной в декабрьском номере Clinical Kidney Journal за 2022 год, группа исследователей рассмотрела различные теории относительно причины смерти Ли и пришла к выводу, что смертельный отёк мозга был вызван гипонатриемией — недостаточной концентрацией натрия в крови. Авторы отметили, что несколько факторов риска предрасполагали Ли к гипонатриемии, включая чрезмерное потребление воды, недостаточное потребление солей, употребление алкоголя, а также использование или чрезмерное употребление многочисленных лекарств, которые нарушают способность почек выводить избыток жидкости. Также было установлено, что симптомы Ли перед смертью в точности соответствуют известным случаям смертельной гипонатриемии.

## Некоторые физические достижения
Большинство специалистов считает большим достижением короткий «дюймовый» удар кулаком, который почти никто не может повторить и который демонстрируется на записях показательных выступлений Брюса Ли в последние годы его жизни.
- Брюс Ли мог удерживать на весу на вытянутой вперёд руке гирю массой в 32 килограмма в течение нескольких секунд[45].
- Удары Брюса Ли были настолько быстрыми, что порой их не удавалось заснять обычной в то время технологией 24 кадра в секунду, поэтому некоторые сцены приходилось снимать 32-кадровым способом[46][47][48].
- Брюс Ли мог держать ноги уголком в упоре на руках 30 минут и больше[49][50].
- Брюс Ли мог подбрасывать в воздух зёрна риса и ловить их палочками для еды[51].
- Брюс Ли мог пальцами пробить запечатанную банку колы (в те времена банки изготавливались из стали и были гораздо толще, нежели современные алюминиевые).
- Брюс Ли мог отжиматься на двух пальцах одной руки, а также подтягиваться, используя только мизинец для обхвата перекладины[50][52].

## Факты
- Рост Брюса Ли составлял 171 см. В некоторых источниках ошибочно указывается 175 см. Вес — 59 кг[53]. При этом также известно, что на момент смерти он весил 65 кг[54].
- О нунчаках Брюс узнал от легендарного мастера карате Хидэхико «Хиди» Отияи, с которым он познакомился в лос-анджелесском центре Христианской ассоциации молодёжи (Young Men’s Christian Association) в середине 1960-х годов.
- Арнольд Шварценеггер считает его телосложение эталоном полного отсутствия лишнего жира в организме.
- Кадры с реальных похорон Брюса Ли были использованы в его последнем фильме «Игра смерти».
- В 1993 году Брюс Ли получил звезду на аллее славы в Голливуде за вклад в развитие киноиндустрии. В том же году был снят биографический фильм о нём.
- Любимыми цветами Брюса Ли были хризантемы.
- О жизни и творчестве Брюса Ли в мире было снято около 30 фильмов.
- Практически ни одна из компьютерных и видеоигр жанра файтинг не обходится без персонажа, прототипом которого послужил Брюс Ли — Лю Кан из Mortal Kombat, Маршалл Ло (Tekken 1-2, 4-8) и его сын Форест Ло (Tekken 3 — Tekken Tag Tournament) из Tekken[55], Дракон из World Heroes[англ.], Фэй Лун из Street Fighter, Чжэнь Ли из Dead or Alive, Макси из Soul Calibur и одноимённая игра, вышедшая эксклюзивно на Sony Ericsson Xperia PLAY, — Bruce Lee: Dragon Warrior (Брюс Ли: Воин Дракона).
- Согласно книге супруги Брюса Ли Линды Ли, её муж любил песню «And When I Die» (И когда я умру). Она входит в репертуар рок-группы Blood, Sweat & Tears. Другой источник даёт понять, что Брюса могло интересовать и иное творчество этой группы, а не только эта песня[56][57].
- Чемпион Гонконга по Ча-ча-ча и по боксу среди школ в 1958 году .

## Ученики
За недолгую жизнь у Брюса было малое число учеников, но некоторые из них были довольно известными людьми.
- Стив Маккуин, известный актёр и друг Брюса
- Джордж Лезенби, исполнитель роли Джеймса Бонда в фильме 1969 года «На секретной службе Её Величества»
- Линда Ли Кэдвелл, впоследствии ставшая его женой.
- Карим Абдул-Джаббар, его друг, актёр (сыграл с Ли в фильме «Игра смерти» его соперника) и знаменитый баскетболист.
- Джеймс Коберн, его друг и известный актёр.
- Дэн Иносанто, его друг и актёр.
- Брэндон Ли, его сын.
- Шеннон Ли, его дочь.

## Фильмография
| Год  |   | Русское название | Оригинальное название | Роль         |
| ---- | - | ---------------- | --------------------- | ------------ |
| 1969 | ф | Марлоу           | Marlowe               | Винслоу Вонг |
| 1971 | ф | Большой босс     | The Big Boss          | Чэн Чхиуонь  |
| 1972 | ф | Кулак ярости     | Fist of Fury          | Чэнь Чжэнь   |
| 1972 | ф | Путь дракона     | Way of the Dragon     | Тан Лунг     |
| 1973 | ф | Выход дракона    | Enter the Dragon      | Ли           |
| 1978 | ф | Игра смерти      | Game of Death         | Хой Тьен     |
| 1980 | ф | Башня смерти     | Tower of Death        | Билли Ло     |

### Награды
- 1972 — Золотая лошадь — Специальный приз жюри за акробатические трюки в фильме («Кулак ярости»)[58]

### Телевизионные работы
- 1966 — 1967 — Зелёный шершень / The Green Hornet — Като (26 серий)
- 1966 — 1968 — Бэтмен / Batman — Като (3 серии)
- 1967 — 1975 — Железная сторона / Ironside — Леон Су (эпизод «Tagged for Murder»)
- 1968 — 1969 — Блондинка / Blondie — инструктор по каратэ (эпизод «Pick on Someone Your Own Size»)
- 1968 — 1970 — А вот и невесты / Here come the brides — Лин (серия «Marriage Chinese Style»)
- 1971 — Лонгстрит / Longstreet — Ли Чунь (4 серии)
- 1971 — Шоу Пьера Бертона / The Pierre Berton Show — камео

### Фильмы о Брюсе Ли
- 1975 — Новая игра смерти / Прощай, Брюс Ли / Goodbye, Bruce Lee: His Last Game of Death
- 1976 — Брюс Ли и я / Bruce Lee and I (Lei Siu Lung jyu ngo)
- 1977 — Брюс Ли: Легенда / Bruce Lee, the Legend
- 1979 — Дух Брюса Ли / Spirits of Bruce Lee
- 1980 — Легенда о Брюсе Ли / The Legend of Bruce Lee
- 1993 — Дракон: История жизни Брюса Ли / Dragon: The Bruce Lee Story
- 2000 — Брюс Ли: Путь воина / Bruce Lee: A Warrior’s Journey
- 2004 — Мастер боевых искусств: Жизнь Брюса Ли / Martial Arts Master: The Life of Bruce Lee
- 2008 — Легенда о Брюсе Ли / The Legend of Bruce Lee
- 2009 — Как Брюс Ли изменил мир / How Bruce Lee Changed the World
- 2010 — Мой Брат Брюс Ли / Bruce Lee, My Brother
- 2012 — Я — Брюс Ли / I am Bruce Lee
- 2016 — Рождение Дракона

### Фильмы, в которых упоминается Брюс Ли
- 1975 — Брюс Ли против суперменов / Bruce Lee Vs. the Supermen
- 1976 — Брюс Ли, мы скучаем по тебе / (Chin se tai yang)
- 1977 — Клоны Брюса Ли / The Clones of Bruce Lee
- 1985 — Полицейская академия 2: Их первое задание / Police Academy 2: Their First Assignment
- 1986 — Не отступать и не сдаваться / No Retreat, No Surrender
- 1989 — Слепая ярость / Blind Fury
- 1993 — Городской охотник / City Hunter
- 1997 — Пятый элемент / The Fifth Element
- 2001 — Шаолиньский футбол / Shaolin Soccer
- 2002 — Смокинг
- 2004 — Однажды в высшей школе / Once Upon a time in High School
- 2008 — Запретное царство / The Forbidden Kingdom
- 2008 — Ип Ман / Yip Man
- 2008 — Никогда не сдавайся / Never back down
- 2009 — Как Брюс Ли изменил мир / How Bruce Lee Changed the World
- 2010 — Ип Ман 2 / Yip Man 2: Chung si chuen kei
- 2010 — Месть пушистых / Furry Vengeance
- 2010 — Каратэ-пацан / The Karate Kid
- 2011 — Зелёный Шершень / The Green Hornet (показан портрет Ли)
- 2011 — Области тьмы / Limitless (показаны кадры из фильмов с участием Ли)
- 2015 — Ип Ман 3 / Yip Man 3
- 2015 — Брюс Ли — боец / Bruce Lee — The Fighter
- 2016 — Брюс Ли: Рождение Дракона / Birth of the Dragon
- 2018 — Кобра Кай / Cobra Kai
- 2019 — Однажды в Голливуде / Once Upon a Time in… Hollywood
- 2019 — Ип Ман 4 / Yip Man 4

### Гонорары[59]
- 1971 — Лонгстрит — $2000 за серию
- 1971 — Большой босс — $7500
- 1972 — Кулак ярости — $7500
- 1973 — Путь дракона — $19 000

## В играх
Компьютерные игры
- Bruce Lee (1983)
- Bruce Lee Lives (1989)
- Dragon: The Bruce Lee Story (1993)
- Bruce Lee: Quest of the Dragon (2002)
- Bruce Lee: Return of the Legend (2003)
- Broforce (2014)
- EA Sports UFC (2014)
- EA Sports UFC 2 (2016)
- EA Sports UFC 3 (2018)
- EA Sports UFC 4 (2020)
- Naraka: Bladepoint (2021)

## Комментарии
1. ↑  Хотя Брюс Ли широко признаётся мастером боевых искусств некоторыми биографами и спортсменами в посмертных публикациях, официального подобного звания (спортивного или иного) при жизни он не имел[7]. В 1974 году Брюс Ли был назван «Мастером боевых искусств года» журналом «Black Belt» и вошёл в его список «Зал славы»[8].